# Audiência de segurança de Oppenheimer

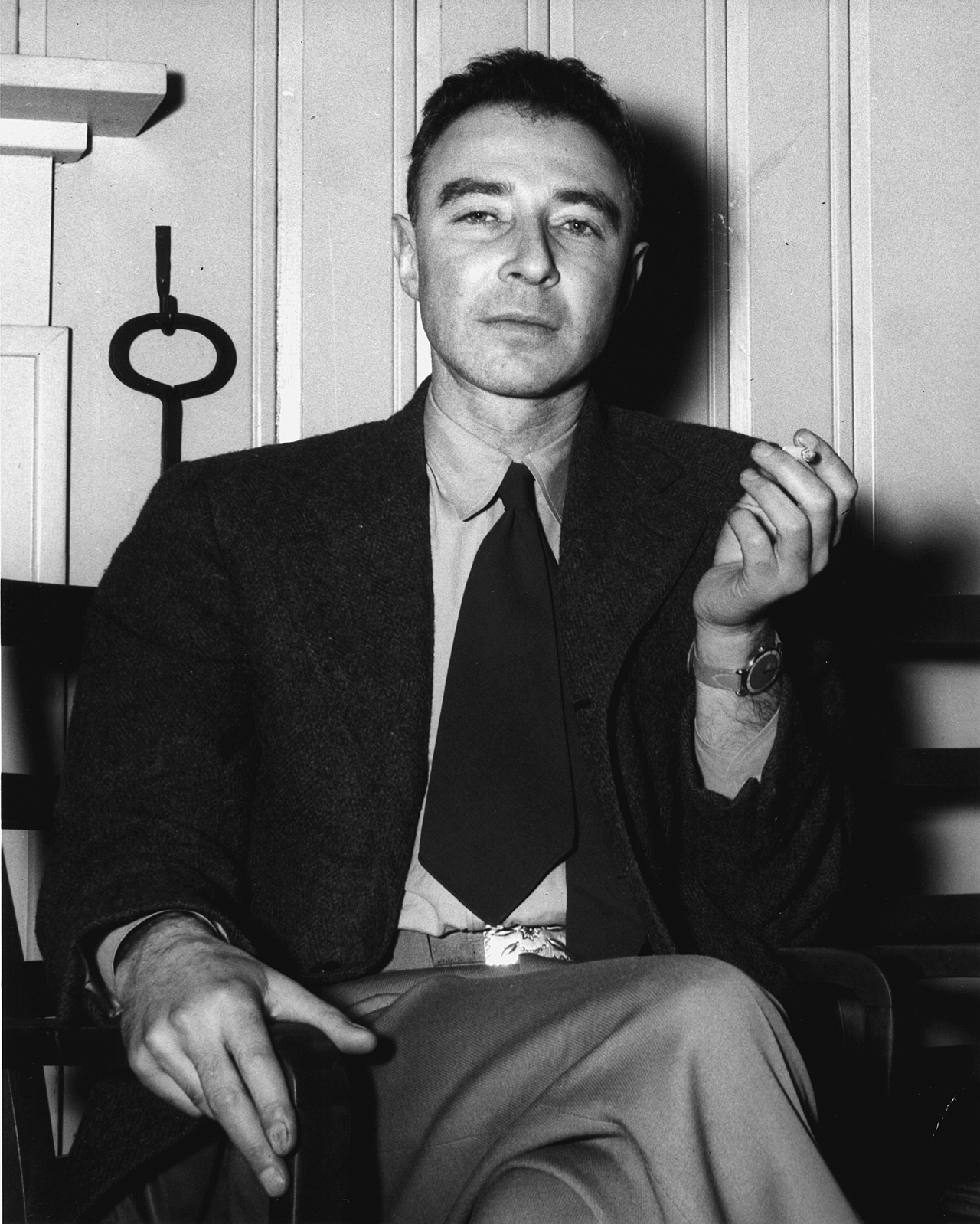
Robert Oppenheimer foi investigado em uma polêmica audiência de quatro semanas em 1954.

A audiência de segurança de Oppenheimer foi um procedimento de 1954 da Comissão de Energia Atômica dos Estados Unidos (AEC) que explorou os antecedentes, ações e associações de Robert Oppenheimer, o cientista americano que chefiou o Laboratório de Los Alamos durante a Segunda Guerra Mundial, onde desempenhou um papel fundamental no Projeto Manhattan que desenvolveu a bomba atômica. 
A audiência resultou na revogação da autorização Q de Oppenheimer. Isso marcou o fim de seu relacionamento formal com o governo dos Estados Unidos e gerou considerável controvérsia sobre se o tratamento dado a Oppenheimer era justo ou se era uma expressão do macarthismo anticomunista.
Dúvidas sobre a lealdade de Oppenheimer remontam à década de 1930, quando ele era membro de várias organizações ligadas à frente comunista e tinha associações com membros do Partido Comunista dos Estados Unidos, incluindo sua esposa, irmão e cunhada. Essas associações eram conhecidas pelo Serviço de Contra-Inteligência do Exército, na época em que ele foi nomeado diretor do Laboratório de Los Alamos em 1942 e presidente do influente Comitê Consultivo Geral da AEC em 1947. Nessa gestão Oppenheimer se envolveu em conflitos burocráticos entre o Exército e a Força Aérea sobre os tipos de armas nucleares que o país necessitava, conflitos técnicos entre os cientistas sobre a viabilidade da bomba de hidrogênio e conflitos pessoais com o comissário da AEC, Lewis Strauss.
Os procedimentos foram iniciados depois que Oppenheimer se recusou a abrir mão voluntariamente de sua autorização de segurança enquanto trabalhava como consultor em armas atômicas para o governo, sob um contrato que expiraria no final de junho de 1954. Vários de seus colegas testemunharam nas audiências. Como resultado da decisão, que teve apoio de dois dos três juízes da audiência, ele teve sua autorização de segurança revogada um dia antes do vencimento de seu contrato de consultoria. O painel concluiu que ele era leal e discreto com segredos atômicos, mas não recomendou a reintegração de sua autorização de segurança.
A perda de sua autorização de segurança encerrou o papel de Oppenheimer no governo e na política. Ele se tornou um exilado acadêmico, cortado de sua antiga carreira e do mundo que ajudou a criar. A reputação daqueles que testemunharam contra Oppenheimer também foi manchada, embora a influência política de Oppenheimer tenha sido parcialmente reabilitada pelos presidentes John F. Kennedy e Lyndon B. Johnson. O breve período em que os cientistas eram vistos como uma "classe sacerdotal da política pública" chegou ao fim e a partir daí serviriam ao Estado apenas para oferecer opiniões científicas limitadas. Cientistas que trabalhavam no governo foram informados de que a dissidência não era mais tolerada.
A imparcialidade dos procedimentos tem sido objeto de controvérsia e em 16 de dezembro de 2022, a Secretária de Energia dos Estados Unidos Jennifer Granholm anulou a decisão de 1954, afirmando que ela tinha sido resultado de um "processo falho" e confirmando que Oppenheimer era leal ao país.

## Contexto
O FBI sob o comando de J. Edgar Hoover seguia Oppenheimer desde antes da guerra, quando ele demonstrou simpatias comunistas como professor em Berkeley e era próximo de membros do Partido Comunista, incluindo sua esposa e irmão. Eles suspeitavam fortemente que ele próprio fosse membro do partido, com base em escutas telefônicas em que membros do partido aparentemente se referiam a ele como comunista, bem como relatos de informantes dentro do partido. Oppenheimer estava sob vigilância próxima desde o início da década de 1940, sua casa e escritório eram grampeados, seu telefone era interceptado e sua correspondência era inspecionada.
Em 7 de junho de 1949 Oppenheimer testemunhou perante o Comitê de Atividades Antiamericanas (HUAC, na sigla em inglês) da Câmara dos Representantes, que havia tido associações com o Partido Comunista dos EUA na década de 1930. Afirmou que alguns de seus alunos, incluindo David Bohm, Giovanni Rossi Lomanitz, Philip Morrison, Bernard Peters e Joseph Weinberg, haviam sido comunistas na época em que haviam trabalhado com ele em Berkeley. Frank Oppenheimer e sua esposa Jackie testemunharam perante o HUAC que haviam sido membros do Partido Comunista dos EUA. Frank foi subsequentemente demitido de seu cargo na Universidade de Minnesota. Impossibilitado de encontrar trabalho como físico por muitos anos, tornou-se um pecuarista no Colorado. Mais tarde, lecionou física em uma escola secundária e foi o fundador do Exploratorium de São Francisco.
O estopim da audiência de segurança ocorreu em 7 de novembro de 1953, quando William Liscum Borden, que até o início do ano havia sido diretor executivo do Comitê Conjunto de Energia Atômica do Congresso dos Estados Unidos, enviou uma carta a Hoover dizendo que "mais provavelmente do que não, J. Robert Oppenheimer é um agente da União Soviética". Eisenhower nunca acreditou exatamente nas alegações da carta, mas se sentiu compelido a iniciar uma investigação e em 3 de dezembro ordenou que uma "parede em branco" fosse colocada entre Oppenheimer e qualquer segredo governamental ou militar.

## Representações
A maioria das representações mais populares de Oppenheimer retrata suas lutas de segurança como um confronto entre militaristas de direita (simbolizados por Edward Teller) e intelectuais de esquerda (simbolizados por Oppenheimer) sobre a questão moral das armas de destruição em massa. Muitos historiadores contestaram isso como uma simplificação excessiva.
Haakon Chevalier romantizou o caso, e sua visão de autojustificação de toda a história precedente, no roman à clef The Man Who Would Be God em 1959; o protagonista inspirado em Oppenheimer foi nomeado "Dr. Sebastian Bloch". As traduções venderam bem na França, para onde ele havia se mudado na época, e em todo o bloco soviético. Ele voltou ao tema em Oppenheimer: A História de uma Amizade (1965).
A audiência foi dramatizada em uma peça de 1964 do dramaturgo alemão Heinar Kipphardt, In the Matter of J. Robert Oppenheimer. Oppenheimer se opôs à peça, ameaçando processar e criticando "improvisações que eram contrárias à história e à natureza das pessoas envolvidas", incluindo sua representação como alguém que via a bomba como uma "obra do diabo". Sua carta a Kipphardt dizia: "Você pode muito bem ter esquecido Guernica, Coventry, Hamburgo, Dresden, Dachau, Varsóvia e Tóquio. Eu não esqueci." Sobre sua audiência de segurança, ele disse: "Toda a maldita coisa foi uma farsa, e essas pessoas estão tentando transformá-la em uma tragédia." Em resposta, Kipphardt ofereceu fazer correções, mas defendeu a peça, que estreou na Broadway em junho de 1968, com Joseph Wiseman no papel de Oppenheimer. O crítico de teatro do New York Times, Clive Barnes, chamou-a de uma "peça zangada e tendenciosa" que se aliou a Oppenheimer, mas retratou o cientista como um "tolo trágico e gênio".
Oppenheimer foi interpretado por Sam Waterston em uma minissérie da BBC em 1980, que foi ao ar nos Estados Unidos em 1982 e culminou na audiência de segurança.
O filme biográfico de Christopher Nolan de 2023, Oppenheimer, retrata tanto a audiência de segurança quanto a audiência de confirmação de Lewis Strauss.